# Габор Обітц
Габор Обітц (угор. Obitz Gábor, 18 січня 1899, Будапешт — 20 березня 1953, там само) — угорський футболіст, що грав на позиції півзахисника, футбольний тренер. Виступав, зокрема, за клуб «Ференцварош», а також національну збірну Угорщини. Дворазовий чемпіон Угорщини і триразовий володар Кубку Угорщини. Учасник Олімпійських ігор 1924 року. 

## Клубна кар'єра
В 1920 році приєднався до складу команди «Ференцварош», де одразу зумів закріпитися в основному складі і викликався до національної збірної. В 1922 році здобув з клубом Кубок Угорщини і срібні медалі чемпіонату.
В 1922 році Обітц перебрався до команди «Маккабі» (Брно), у складі якої виступав до 1925 року. Такий перехід не був чимось незвичайним для угорських гравців того часу. Клуб «Маккабі» (Брно) був створений в 1919 році і був серед числа так званих єврейських спортивних клубів, яких у цей час існувало одразу декілька у центральній Європі, наприклад, у Угорщині таким був ВАК, а у Австрії «Хакоах». «Маккабі» відрізнявся від названих клубів тим, що не виступав у місцевому чемпіонаті, а проводив міжнародні турне Європою. Клуб на цьому заробляв хороші гроші, завдяки чому платив високі зарплати своїм гравцям. Основу «Маккабі» складали футболісти з Угорщини, як євреї, так і християни. В 1924 році Обітц разом Ференцом Хірзером і кількома іншими гравцями був змушений залишити «Маккабі» після заборони від чехословацької федерації футболу заявляти до складу клубу не євреїв. 
Обітц перебрався до німецької команди «Гольштайн», з якою у сезоні 1925/26 років став переможцем Північної ліги, а у загальнонаціональному плей-офф дістався до півфіналу, поступившись лише майбутньому чемпіону — клубу «Фюрт». Німці високо оцінили гру Габора і пропонували йому прийняти німецьке громадянство, щоб мати право виступати за збірну, але футболіст відмовився. 
Провівши два роки в Німеччині, Обітц повернувся до «Ференцвароша», коли в Угорщині почав проводитись професіональний чемпіонат. Габор одразу закріпився в основі, граючи в лінії півзахисту разом з такими футболістами як Мартон Букові і Карой Фурманн. Двічі поспіль «Ференцварош» робив «дубль», перемагаючи в чемпіонаті і кубку країни. В 1928 році команда також здобула Кубок Мітропи, але Обітц не зіграв у жодному матчі того турніру, тому лише формально може вважатись його переможцем. З травня 1928 року і по січень 1929 року він не зіграв за «Ференцварош» жодного матчу, швидше за все, через травму. У Кубку Мітропи Обітц зіграв лише один матч в 1930 році проти празької «Славії».
В 1929 році «Ференцварош» відправився у турне Південною Америкою. Протягом липня-серпня 1929 року клуб провів 14 матчів (Габор зіграв у 10 з них) проти клубних команд і національних збірних Бразилії, Уругваю і Аргентини, здобувши 6 перемог при 6 поразках і 2 нічиїх. Найбільш славною для «Ференцвароша» стала перемога з рахунком 3:2 над діючими дворазовими олімпійськими чемпіонами і майбутніми чемпіонами світу  — збірною Уругваю (щоправда, через тиждень уругвайці взяли впевнений реванш  — 0:3).  
Загалом у 1920—1922 і 1926—1931 роках Габор Обітц відіграв у складі «Ференцвароша» 267 матчів, у яких забив 10 м'ячів. Серед них 114 матчів і 2 м'ячі у чемпіонаті і 12 матчів і 1 гол у кубку Угорщини (з них 3 гри у фіналах). 
В 1931—1932 роках Обітц грав і тренував у румунській команді АМЕФ Арад. 

## Виступи за збірну
1921 року дебютував в офіційних матчах у складі національної збірної Угорщини в матчі проти збірної Швеції.  Виступаючи за кордоном, в збірну не викликався. Винятком стали виступи на Олімпійських іграх 1924 у Франції. Збірна Угорщини в першому раунді перемогла збірну Польщі з рахунком 5:0, а у другому команда несподівано поступилась скромній збірній Єгипту з рахунком 0:3.
Після повернення на батьківщину, Обітц грав у збірній до 1930 року. Протягом кар'єри провів у формі головної команди країни 15 матчів.
Також зіграв три матчі за збірну Будапешту і п'ять неофіційних матчів за збірну, зокрема за команду угорських професіоналів.

## Тренерська кар'єра
Розпочав тренувати у румунському клубі АМЕФ Арад, ще продовжуючи грати на полі. В 1932—1934 роках очолював збірну Туреччини, з якою не провів жодного офіційного матчу. Працював з командами «Любляна» і «Унгвар». В 1939 році тренував збірну Фінляндії.
Останнім місцем роботи Обітца був угорський клуб «Зуглої». В 1953 році він помер після тривалої хвороби.

## Статистика виступів за збірну
| Дата       | Місто     | Господарі      | Результат | Гості          | Турнір                     | Голи | Примітки |
| ---------- | --------- | -------------- | --------- | -------------- | -------------------------- | ---- | -------- |
| 06/11/1921 | Будапешт  | Угорщина       | 4 – 2     | Швеція         | товариський матч           | -    |          |
| 18/12/1921 | Будапешт  | Угорщина       | 1 – 0     | Польща         | товариський матч           | -    |          |
| 30/04/1922 | Будапешт  | Угорщина       | 1 – 1     | Австрія        | товариський матч           | -    |          |
| 26/05/1924 | Париж     | Угорщина       | 5 – 0     | Польща         | Олімпійські ігри – 1 раунд | -    |          |
| 29/05/1924 | Сент-Овен | Угорщина       | 0 – 3     | Єгипет         | Олімпійські ігри – 1/8     | -    |          |
| 14/11/1926 | Будапешт  | Угорщина       | 3 – 1     | Швеція         | товариський матч           | -    |          |
| 19/12/1926 | Віго      | Іспанія        | 4 – 2     | Угорщина       | товариський матч           | -    |          |
| 10/04/1927 | Відень    | Австрія        | 6 – 0     | Угорщина       | товариський матч           | -    |          |
| 24/04/1927 | Прага     | Чехословаччина | 4 – 1     | Угорщина       | товариський матч           | -    |          |
| 25/09/1927 | Загреб    | Югославія      | 5 – 1     | Угорщина       | товариський матч           | -    |          |
| 25/03/1928 | Будапешт  | Угорщина       | 2 – 1     | Югославія      | товариський матч           | -    |          |
| 22/04/1928 | Будапешт  | Угорщина       | 2 – 0     | Чехословаччина | Кубок Центральної Європи   | -    |          |
| 06/05/1928 | Будапешт  | Угорщина       | 5 – 5     | Австрія        | товариський матч           | -    |          |
| 06/10/1929 | Будапешт  | Угорщина       | 2 – 1     | Австрія        | товариський матч           | -    |          |
| 13/04/1930 | Базель    | Швейцарія      | 2 – 2     | Угорщина       | товариський матч           | -    |          |
| Усього     |           | Матчів         | 15        |                | Голів                      | 0    |          |

## Титули і досягнення
- Чемпіон Угорщини: 1926–27, 1927–28
- Срібний призер Чемпіонату Угорщини: 1921–22, 1928–29, 1929–30
- Бронзовий призер Чемпіонату Угорщини: 1920–21, 1930–31
- Володар Кубка Угорщини: 1922, 1927, 1928
- Півфіналіст Чемпіонату Німеччини: 1926
- Переможець Північної ліги Німеччини: 1926
- Володар Кубка Мітропи: 1928
- Учасник Олімпійських ігор 1924